# 兹拉坦·穆斯利莫维奇
兹拉坦·穆斯利莫维奇（Zlatan Muslimović，1981年3月6日—），是一名波斯尼亚和黑塞哥维那职业足球运动员，司职前锋。现在效力于中国足球超级联赛球队贵州人和。他拥有波黑和瑞典双重国籍。

## 俱乐部生涯

### 早期生涯
穆斯利莫维奇先后在瑞典球队Habo IF、胡斯瓦纳和哥德堡接受青训，之后前往意大利，加盟乌迪内斯青训营。

### 意大利
2000年，穆斯利莫维奇在乌迪内斯开始职业生涯。之后他先后被租借于其他意大利球队锻炼，包括佩鲁贾、皮斯托亚、阿斯科利、帕多瓦、里米尼、梅西纳和帕尔马。其中在2004/05赛季，他为里米尼出场32次进球15个，是球队的最佳射手，帮助里米尼升级到意乙联赛。
2007年，穆斯利莫维奇转会加盟意甲球队亚特兰大，但他在路易吉·德尔内里的麾下并没有得到太多机会，赛季仅在联赛中出场10次，打进2球。

### 帕奥克
2008年7月22日，穆斯利莫维奇和希腊球队帕奥克签约3年。他迅速成为球队的主力前锋和球迷的新宠。他在和雅典AEK的比赛中射进在希腊的首个联赛进球。
但在2009/10赛季，穆斯利莫维奇开始频繁遭遇伤病困扰，出场时间和进球都有所减少。他最重要的一个进球是在2010年欧霸杯附加赛第二回合和费内巴切的比赛中，他在101分钟进球帮助帕奥克1比1战平对手，晋级正赛。但在2010/11赛季，穆斯利莫维奇更加令人失望，帕奥克决定不和他续约。2011年5月25日，穆斯利莫维奇在和奥林匹亚科斯沃罗的比赛中最后一次代表帕奥克出场，打进一球。

### 贵州人和
2011年底，英格兰球队西汉姆联和桑德兰都曾向穆斯利莫维奇发出邀请，但由于种种原因最终未能成行。2012年2月20日，在赋闲接近9个月后，穆斯利莫维奇加盟中国足球超级联赛球队贵州人和。

## 国家队生涯
2006年，穆斯利莫维奇在波黑国家队和法国的友谊赛中首次代表成年国家队出场。他曾参加2008年欧洲国家杯外围赛，并在外围赛中打进4球，和兹夫耶兹丹·米西莫维奇一同成为球队的最佳射手。